# Plantagebrug

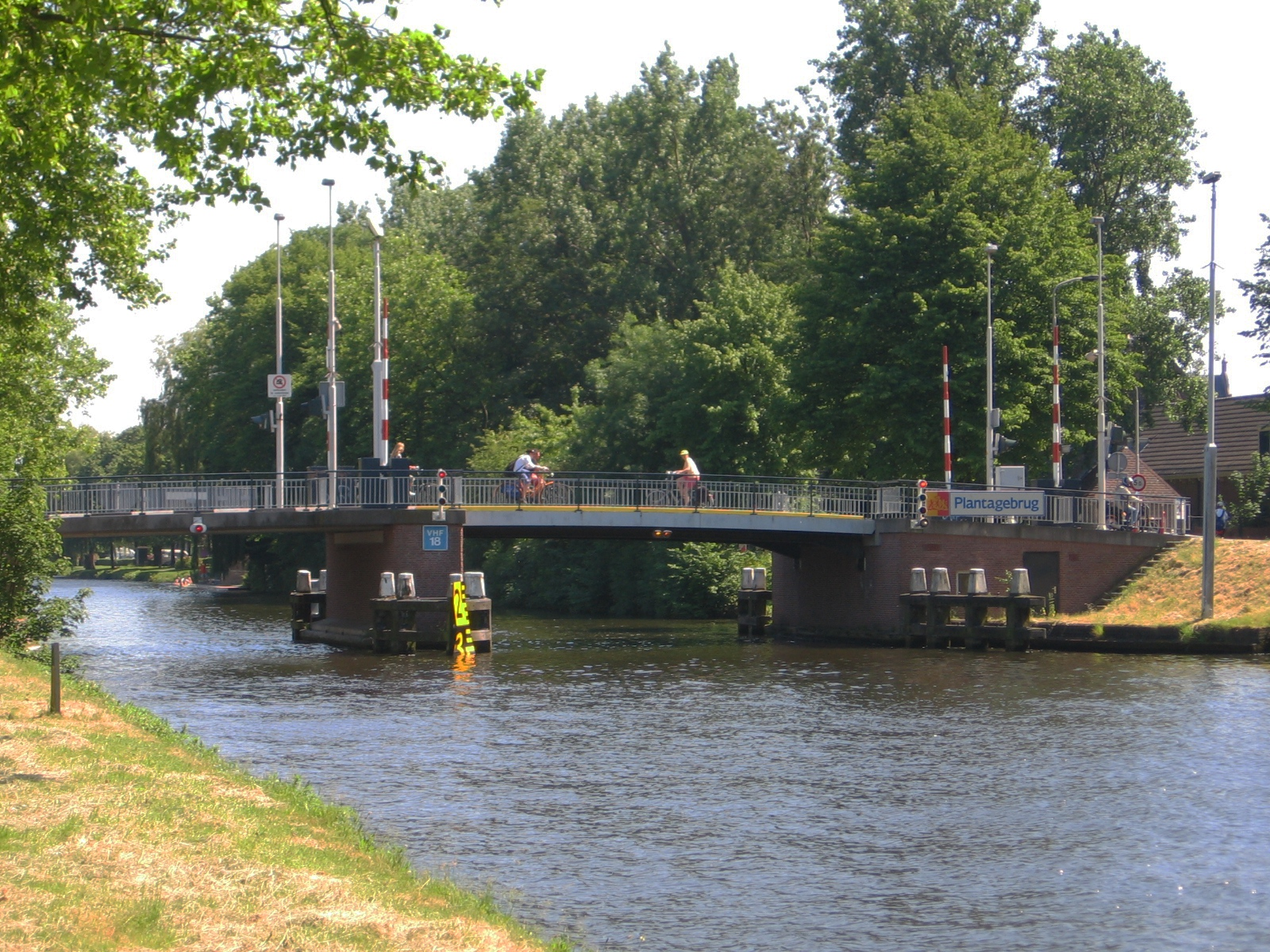
Plantagebrug

De Plantagebrug is een fiets- en voetgangersbrug in de stad Delft in de Nederlandse provincie Zuid-Holland. De brug ligt over het Rijn-Schiekanaal in het verlengde van de Tweemolentjeskade. De doorvaarthoogte van deze basculebrug is 2,78 in gesloten toestand. Doorvaartwijdte van het vaste gedeelte bedraagt 8,00 m, het beweegbare deel 10,50 m. De brug kan voor bediening via de marifoon worden aangeroepen via de bedieningscentrale Leidschendam op VHF-kanaal 18.